# Agathia obnubilata
Agathia obnubilata är en fjärilsart som beskrevs av W. Warren 1903. Agathia obnubilata ingår i släktet Agathia och familjen mätare. Inga underarter finns listade i Catalogue of Life.